# Júlia Majláth
Júlia Majláth (* 20. Januar 1921 in Budapest; † 11. Oktober 1976 ebenda) war eine ungarische Komponistin. Ihr bevorzugtes Genre war die Tanz- und Unterhaltungsmusik. Zudem wirkte sie als Gesangslehrerin.

## Leben
Majláth wollte ursprünglich Pianistin werden, musste diesen Plan jedoch 1940 aufgrund einer Querschnittslähmung aufgeben. Daraufhin studierte sie in den 1940er Jahren bei Rezső Kókai und Rezső Sugár Komposition. 1948 gewann sie erstmals einen Preis bei einem Wettbewerb des ungarischen Radios. Sie schrieb  Kompositionen für junge ungarische Sänger wie Pál Szécsi, Mária Toldy oder Sarolta Zalatnay. Zu ihren bekanntesten Kompositionen zählt das Stück Valaki kell nekem is, das   unter anderem von Zsuzsa Cserháti, Edit Domján, Ilona Hollós, Gabriella Kerényi, Andrea Szulák sowie der Gruppe Váradi Roma Café interpretiert wurde.

## Auszeichnungen
- Gewinn des Wettbewerbs für Unterhaltungsmusik des ungarischen Radios, 1948 und 1968
- Großer Preis beim Táncdalfesztivál des ungarischen Radios und Fernsehens, 1967

## Kompositionen (Auswahl)
- Amikor virágba borultak az almafák (Text György G. Dénes)
- Divat a mini (mit Judit Kováts)
- Ha nem szeretsz, beugrom a Dunába (Text Sándor Szabó)
- Különös éjszaka volt
- Nem adlak másnak (Text Sándor Szabó)
- Nem várok holnapig (mit Kálmán Fülöp)
- Rövid az élet (mit Kálmán Fülöp)
- Szeretném bejárni a földet (mit Kálmán Fülöp)
- Valaki kell nekem is (Text Tibor Kalmár ifj.)